# Jean Antoine Debry
Pour les articles homonymes, voir Debry.
Jean Debry, aussi orthographié De Bry, né le 25 novembre 1760 à Vervins (ancienne province de Picardie, actuel département de l'Aisne), mort le 6 janvier 1834 dans l'ancien 10e arrondissement de Paris, est un homme politique de la Révolution française.
Entre 1791 et 1801, il est successivement élu député à l'Assemblée nationale législative, à la Convention nationale, au Conseil des Cinq-Cents et au Tribunat. Préfet sous le Premier Empire puis durant les Cent-Jours, il s'exile en Belgique durant la Restauration et rentre en France après la révolution des Trois-Glorieuses.

## Biographie
Jean Antoine Joseph Debry est issu d'une famille bourgeoise. Son grand-père était « juge, consul et échevin » de Saint-Quentin. Son père est marchand à Vervins et son parrain marchand à Guise.
En 1780, il épouse Marie Josèphe Depeuty. En 1786, il obtient la charge de « conseiller président au grenier à sel de Vervins » occupée auparavant par son beau-père.

### Parcours politique

#### Mandat à la Législative
La France devient une monarchie constitutionnelle en application de la constitution du 3 septembre 1791. Le même mois, Jean Debry, alors administrateur de l'Aisne, est élu député du département, le septième sur douze, à l'Assemblée nationale législative.
Il siège sur les bancs de la gauche de l'Assemblée. En février 1792, il vote en faveur de la mise en accusation de Bertrand de Molleville, le ministre de la Marine. En août, il vote en faveur de la mise en accusation du marquis de La Fayette.
La monarchie prend fin à l'issue de la journée du 10 août 1792 : les bataillons de fédérés bretons et marseillais et les insurgés des faubourgs de Paris prennent le palais des Tuileries. Louis XVI est suspendu et incarcéré, avec sa famille, à la tour du Temple.

#### Mandat à la Convention
En septembre 1792, Jean Debry est réélu député de l'Aisne, le deuxième sur douze, à la Convention nationale.
Il exerce des fonctions dirigeantes au sein de la Convention girondine. Le 2 novembre 1792, aux côtés de Bertrand Barère (député des Hautes-Pyrénées) et d'Henri Grégoire (député du Loir-et-Cher), il est élu secrétaire sous la présidence de Marie-Jean Hérault de Séchelles (député de Paris). Le 21 mars 1793, il est élu, face à Louis-Bernard Guyton-Morveau (député de la Côte-d'Or), président de la Convention nationale, et ses secrétaires sont Jean-Baptiste Boyer-Fonfrède (député de la Gironde), Jean-Philippe Garran de Coulon (député du Loiret) et Louis-Marie de La Révellière-Lépeaux (député du Maine-et-Loire). Le 7 avril, il est élu membre du Comité de Salut public, le cinquième sur neuf par 233 voix, mais il est remplacé, pour des raisons de santé, par Robert Lindet (député de l'Eure).
Il siège sur les bancs de la Plaine, et affiche des proximités avec la Gironde. Lors du procès de Louis XVI, il vote la mort et rejette l'appel au peuple et le sursis à l'exécution. À partir du 3 avril 1793, Debry est absent de la Convention pour des raisons de santé. Le 13 avril, il est donc absent lors du scrutin sur la mise en accusation de Jean-Paul Marat. Le 28 mai, il est également absent lors du scrutin sur le rétablissement de la Commission des Douze. Il signe, aux côtés de sept de ses collègues députés de l'Aisne, une lettre de protestation contre les journées du 31 mai et du 2 juin 1793. La lettre est dénoncée par André Dumont (député de la Somme), mais les signataires ne sont cependant pas inquiétés par la suite.
Jean Debry prend part à la réaction thermidorienne. Le 14 thermidor an II (le 1er août 1794), il est élu membre du Comité de sûreté générale mais, devant l'opposition de son collègue Joseph Fayau (député de la Vendée), qui rappelle son positionnement hostile au 2 juin, il démissionne aussitôt. Le 19 frimaire an III (le 9 décembre 1794), il est envoyé en mission dans les départements de l'Ardèche, de la Drôme et du Vaucluse. Le 14 germinal (le 3 avril), sa mission est élargie aux départements de l'Aveyron et de la Lozère. Le 15 messidor (le 3 juillet), il est élu membre du Comité de Salut public aux côtés de François-Antoine Boissy-d'Anglas (député de l'Ardèche), Denis-Toussaint Lesage (député d'Eure-et-Loir) et Jean-Baptiste Louvet (député du Loiret).

#### Sous le Directoire
Jean Debry est réélu député de l'Aisne et siège au Conseil des Cinq-Cents.
Il est élu président du Conseil le 1er nivôse an V (le 21 décembre 1796), et ses secrétaires sont Pierre Gauthier (député du Calvados), Roger Martin (député de la Haute-Garonne), André Réal (député de l'Isère) et François-Toussaint Villers (député de la Loire-Inférieure). Il est tiré au sort pour rester au Conseil jusqu'en prairial an VI (mai 1798).
Le 2 prairial an VI (21 mai 1798), Jean Debry, aux côtés d'Antoine Bonnier d'Alco et de Claude Roberjot, est nommé ministre plénipotentiaire au second congrès de Rastatt, pour remplacer Jean-Baptiste Treilhard, alors nommé directeur.
Le 22 ventôse an VII (12 mars 1799), la France déclare la guerre au grand-duché de Toscane dirigé par Ferdinand III de Toscane et au Saint-Empire dirigé par François Ier. Le 9 floréal (28 avril), la voiture des trois ministre est attaquée par les troupes hongroises qui tuent Bonnier d'Alco et Roberjot. Debry est blessé mais survit.

Le 1er prairial an VIII (le 20 mai 1799), il est de nouveau élu président du Conseil et ses secrétaires sont François Ménard de la Groye, Jean-Baptiste-Charles Mathieu-Mirampal, Victor Mourer et Louis Texier-Olivier. 

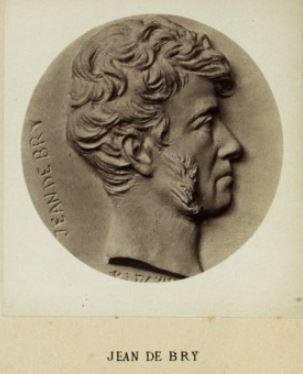
Jean Antoine Joseph De Bry, médaillon par David d'Angers.

#### Sous le Consulat et le Premier Empire
Jean Debry adhère au coup d'État du 18 brumaire an VIII (9 novembre 1799) qui porte Napoléon Bonaparte au pouvoir. Sous son impulsion et celle de son compatriote Nicolas Quinette, les autorités départementales de l'Aisne adhèrent au nouveau régime.
Le 3 nivôse an VIII (le 24 décembre 1799), Jean Debry est nommé membre du Tribunat. Le 9 floréal an IX (le 29 avril 1801), il est nommé préfet du Doubs. Il est élevé au rang de chevalier puis baron d'Empire en 1808 puis en 1809. Il est révoqué de son poste de préfet lors de la première Restauration en 1814.
Durant les Cent-Jours, Jean Debry est nommé préfet du Bas-Rhin. Lors de la deuxième Restauration, il est frappé par la loi du 12 janvier 1816 pour avoir voté la mort de Louis XVI et avoir soutenu le retour de Napoléon Ier. Il s'exile, ainsi que sa famille, à Mons en Belgique.

Jean Debry rentre en France à la faveur de la révolution des Trois-Glorieuses en 1830 qui porte Louis-Philippe Ier sur le trône de France. Il meurt à Paris quatre ans plus tard, et est inhumé dans la 39e division du cimetière du Père-Lachaise. 

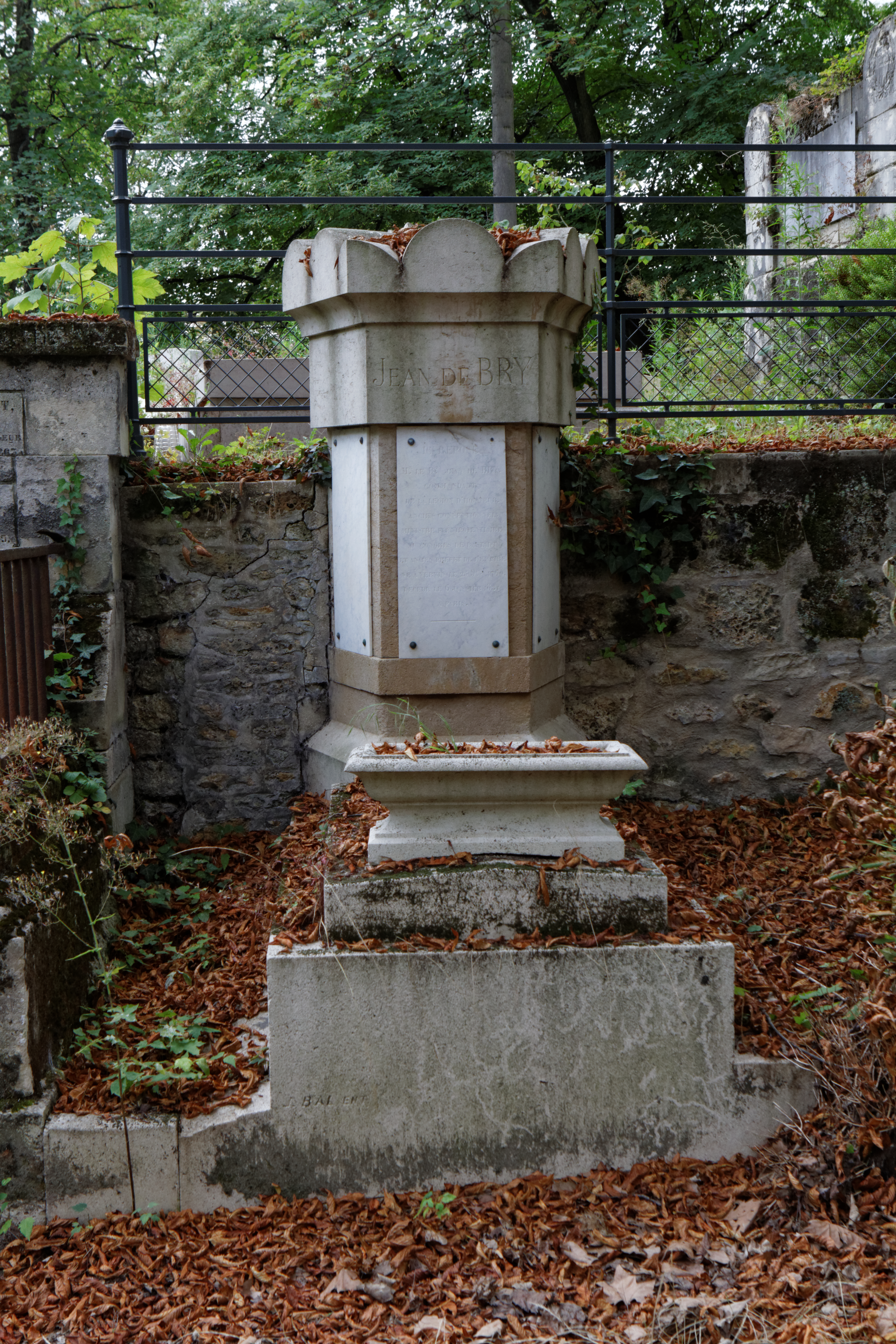
Tombe au cimetière du Père-Lachaise.

Son fils, Fleurus Debry a administré comme préfet le département du Bas-Rhin et son petit-fils, Jean Debry le département de la Côte-d'Or.

## Sources
- « Jean Antoine Debry », dans Adolphe Robert et Gaston Cougny, Dictionnaire des parlementaires français, Edgar Bourloton, 1889-1891 [détail de l’édition]
- Les papiers personnels de Jean Antoine Debry sont conservés aux Archives nationales, site de Pierrefitte-sur-Seine, sous la cote 386AP : Inventaire du fonds.
- Alain Brunet, La carrière républicaine d’un Vervinois: Jean Debry (1760-1834), dans: Mémoires de la fédération des sociétés savantes du département de l’Aisne, tome 34, 1989, p. 211-220 [lire en ligne]
- Laurent Brassard, Un échec devant l'Histoire : Les mémoires de Jean Debry, dans: L'Écriture d'une expérience. Histoire et mémoires de Conventionnels, 2015, Société des études robespierristes, p. 167-181
- Léonce Pingaud, Jean de Bry (1760-1835). Le congrès de Rastatt. Une préfecture sous le premier empire, Paris, Plon, 1909, 404p.